# Vilém z Lüneburgu
Vilém z Lüneburgu (německy Wilhelm von Lüneburg, anglicky William of Winchester, 11. dubna 1184, Winchester – 12. prosince 1213, Lüneburg) byl vládce Lüneburgu z německé dynastie Welfů.

## Život
Narodil se jako pátý a nejmladší syn saského vévody Jindřicha Lva a Matyldy, dcery anglického krále Jindřicha II. a to během exilu svých rodičů v državách Plantagenetů. O rok později se rodina díky zprostředkování Jindřicha II. mohla vrátit do Brunšviku. Tři z dětí zůstaly v Normandii na dědově dvoře – Vilém, Ota a Matylda. Roku 1194 se Vilém stal společně s bratrem Otou jedním z řady rukojmích, které požadoval císař Jindřich VI. za propuštění zajatého Richarda Lví srdce a putoval na dvůr rakouského vévody Leopolda. Po jeho nečekaném skonu v prosinci 1194 byl poslán na uherský dvůr a odtud zpět do vlasti a to zřejmě až po smrti otce v létě 1185.
Z původně rozsáhlého majetku zdědili synové Jindřicha Lva pouze území kolem Brunšviku a za nezletilého Viléma je spravoval starší bratr Jindřich. V únoru 1200 se Vilém s Jindřichem vydali do Anglie, aby zde získali Otovo dědictví po Richardovi Lví srdce. Strýček Jan se odvolal na dohodu s francouzským králem, že nebude podporovat své welfské příbuzné, jmenovitě Otu, a nic jim nevydal. O dva roky později se Vilém společně s bratry rozdělil o dědictví po otci a téhož roku se oženil s Helenou, dcerou dánského krále Valdemara I., čímž mělo být upevněno spojenectví mezi oběma dynastiemi, tak potřebné v boji o římský trůn. Vilém na rozdíl od Jindřicha po celou dobu konfliktu stál na Otově straně a zúčastnil se několika rozhodujících bitev.
Zemřel v zimě 1213 a byl pohřben v benediktinském klášteře svatého Michaela v Lüneburgu, starém pohřebišti Billungů. Nástupcem se stal nedospělý syn Ota.